# 中國機械工業集團

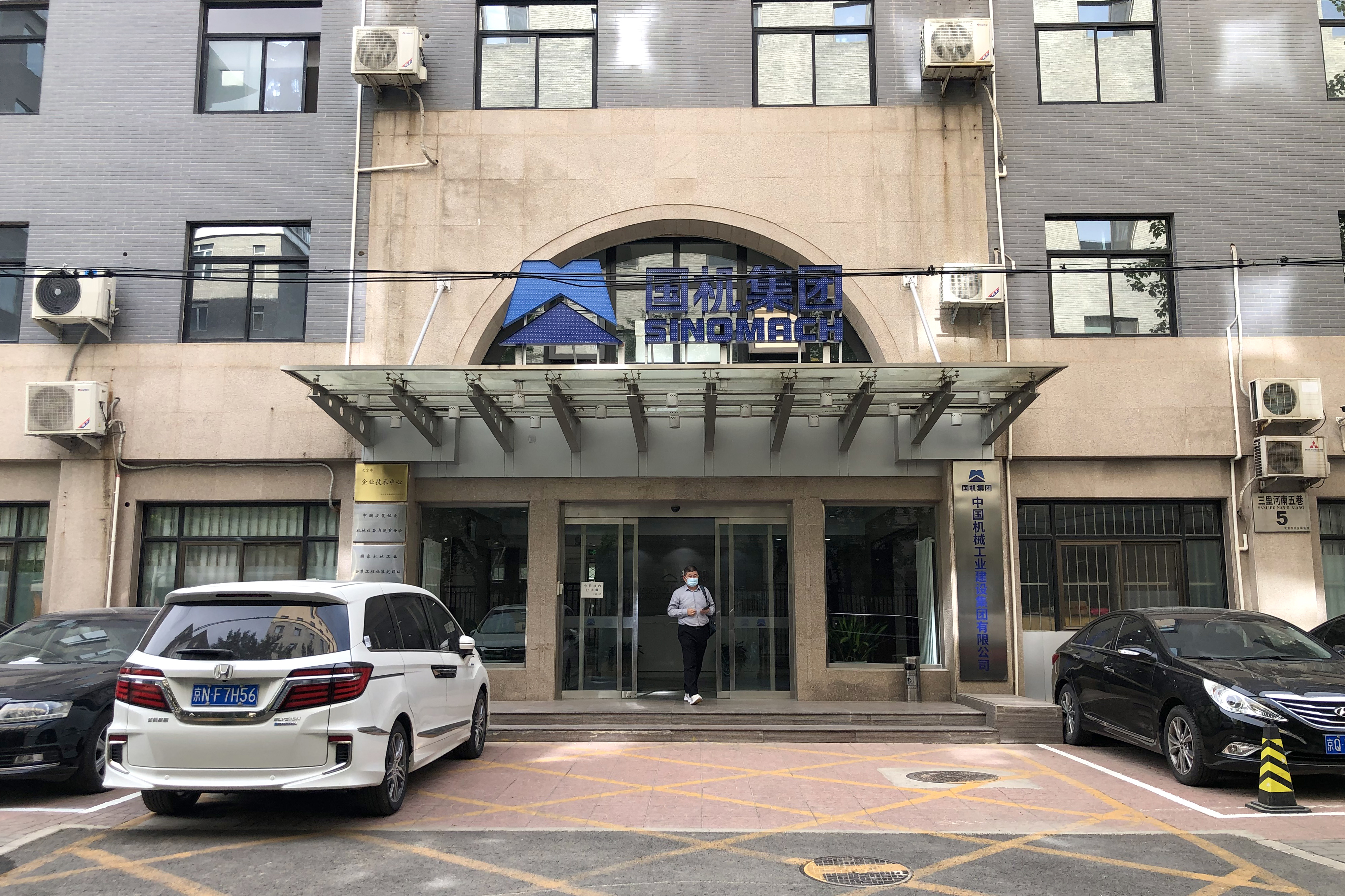
中国机械工业建设集团有限公司（中机建设，原中国机械工业建设总公司）

中国机械工业集团有限公司（英語：China National Machinery Industry Corporation，简称），簡稱國機集團，是中华人民共和国国务院管理的国有特大型中央企业集团。主要業務包括机械装备研发与制造、工程承包、贸易与服务三大主业，服务领域覆盖了工业、农业、交通、能源、建筑、轻工、汽车、船舶、矿山、冶金、航空航天等国民经济重要产业领域等業務。

## 历史
1997年，中央政府批准以中国机械装备集团公司成立。1999年，經合併、收購、重組等方式，更名為中國機械工業集團公司。在2012年被美國《財富》雜誌全球500強企業登上362位。現任董事長张晓仑。
另外旗下上市公司包括蓝科高新（601798.SS）、第一拖拉機（0038.HK）、常林股份（600710.SS）、林海股份（600099.SS）、國機汽車（600335.SS）、轴研科技（002046.SZ）、中工国际（002051.SZ）以及中國機械設備工程股份（1829.HK）。
2016年11月10日，國務院國有資產監督管理委員會宣布，經報國務院批准，國機集團和中國恆天實施重組，按照協議，中國恆天集團整體產權將無償劃轉進入國機集團，並成為其全資子公司。